# Glypta lineata
Glypta lineata là một loài tò vò trong họ Ichneumonidae.